# Cyrtoceras
Cyrtoceras is een geslacht van uitgestorven cephalopode weekdieren, dat leefde van het Ordovicium tot het Devoon.

## Beschrijving
Deze nautiloïde koppotige had een haakvormig gekromde schelp, die in dwarsdoorsnede vrijwel rond was. Het achterste schelpgedeelte bevatte talrijke, dicht op elkaar liggende kamertjes, het voorste schelpgedeelte bevatte een lange woonkamer. De schelp had een duidelijke ventraal gelegen sipho. De lengte van de schelp bedroeg ongeveer twaalf centimeter.

## Leefwijze
Cyrtoceras leefde met de kop naar beneden, dicht bij de zeebodem. Het dier kon zijn drijfvermogen reguleren en kon goed zwemmen.